# Seznam litoměřických biskupů

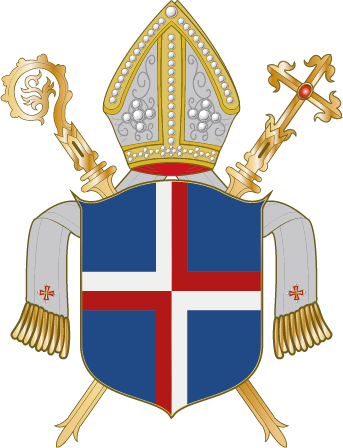
Znak litoměřické diecéze, který od dob Štěpána Trochty je součástí čtvrceného znaku litoměřických biskupů

Seznam litoměřických biskupů čítá dvacet osob, kteří byli sídelními biskupy litoměřické diecéze. Dva biskupové získali v rámci církevní hierarchie titul vyšší – jeden kardinálský a jeden arcibiskupský. Seznam obsahuje i jediného pomocného biskupa, ustanoveného v Litoměřicích.

## Seznam biskupů
1. Maxmilián Rudolf ze Schleinitz
2. Jaroslav Ignác ze Šternberka
3. Hugo František Königsegg-Rottenfels
4. Jan Adam Vratislav z Mitrovic
5. Mořic Adolf Saský, O.Melit., titulární arcibiskup
6. Emanuel Arnošt z Valdštejna
7. Ferdinand Kindermann
8. Václav Leopold Chlumčanský
9. Josef František Hurdálek
10. Vincenc Eduard Milde
11. Augustin Bartoloměj Hille
12. Augustin Pavel Wahala
13. Antonín Ludvík Frind
14. Emanuel Jan Křtitel Schöbel, O.Cr.
15. Josef Gross a 1. auxiliární biskup Antonín Čech
16. Antonín Alois Weber
17. Štěpán kardinál Trochta
18. Josef Koukl
19. Pavel Posád
20. Jan Baxant
21. Stanislav Přibyl, CSsR

| datum             | věk  | událost           | status                   | udělovatel svěcení |
| ----------------- | ---- | ----------------- | ------------------------ | --- |
| 1605? Varnsdorf   |      | narození          |                          | |
| 6. května 1630    | 25,3 | kněžské svěcení   | kněz arcidiecéze pražské | Arnošt Vojtěch z Harrachu |
| 5. července 1655  | 50,5 | jmenován          | biskup litoměřický       | |
| 11. července 1655 | 50,5 | biskupské svěcení | biskup litoměřický       | místo: Il Gesù, Řím, Itálie hlavní světitel: Francesco Maria Brancaccio spolusvětitelé: Diego Sersale, Pier Luigi Carafa, C.R. |
| 13. října 1675    | 70,7 | zemřel            | biskup litoměřický       | |

| datum           | věk  | událost           | status                   | udělovatel svěcení                                                                                       |
| --------------- | ---- | ----------------- | ------------------------ | --- |
| 23. května 1641 |      | narození          |                          | |
| 1668            | 26,6 | kněžské svěcení   | kněz arcidiecéze pražské | |
| 30. října 1675  | 34,4 | zvolen            | biskup litoměřický       | |
| 22. června 1676 | 35,0 | potvrzen          | biskup litoměřický       | |
| 23. srpna 1676  | 35,2 | biskupské svěcení | biskup litoměřický       | hlavní světitel: Šebestián z Pötting-Persingu spolusvětitelé: Johann Kaspar Kühner, Ludwig Wilhelm Benzi |
| 12. dubna 1709  | 67,8 | zemřel            | biskup litoměřický       | |

| datum          | věk  | událost           | status                   | udělovatel svěcení                     |
| -------------- | ---- | ----------------- | ------------------------ | -------------------------------------- |
| 7. května 1660 |      | narození          |                          |                                        |
| 11. dubna 1705 | 44,9 | kněžské svěcení   | kněz diecéze litoměřické |                                        |
| 6. srpna 1709  | 49,2 | zvolen            | biskup litoměřický       |                                        |
| 26. ledna 1711 | 50,7 | potvrzen          | biskup litoměřický       |                                        |
| 7. června 1711 | 51,0 | biskupské svěcení | biskup litoměřický       | hlavní světitel: Kristián August Saský |
| 6. září 1720   | 60,3 | zemřel            | biskup litoměřický       |                                        |

| datum              | věk  | událost           | status                   | udělovatel svěcení |
| ------------------ | ---- | ----------------- | ------------------------ | --- |
| 20. května 1677    |      | narození          |                          | |
| 15. dubna 1702     | 24,9 | kněžské svěcení   | kněz arcidiecéze pražské | |
| 12. listopadu 1710 | 33,4 | zvolen            | biskup královéhradecký   | |
| 12. května 1711    | 33,9 | potvrzen          | biskup královéhradecký   | |
| 14. června 1711    | 34,0 | biskupské svěcení | biskup královéhradecký   | hlavní světitel: kard. Kristián August Saský spolusvětitelé: Ladislav Adam z Erdődy, Hugo František z Königsegg-Rottenfelsu |
| 9. ledna 1721      | 43,6 | zvolen            | biskup litoměřický       | |
| 24. září 1721      | 44,3 | potvrzen          | biskup litoměřický       | |
| 3. května 1722     | 44,9 | instalace         | biskup litoměřický       | |
| 1. června 1733     | 56,0 | zemřel            | biskup litoměřický       | |

| datum            | věk  | událost                                              | status                                                                                              | udělovatel svěcení |
| ---------------- | ---- | ---------------------------------------------------- | --------------------------------------------------------------------------------------------------- | --- |
| 1. prosince 1702 |      | narození                                             | | |
| 22. března 1716  | 13,3 | konvertoval z luterského vyznání k římskokatolickému | | |
| 1725             | 22,0 | kněžské svěcení                                      | kněz v Apoštolském vikariátu Severoněmecká misie (Vicariatus Apostolicus Germaniae Septentrionalis) | |
| 8. února 1730    | 27,1 | jmenován                                             | titulární arcibiskup farsalský (Pharsalius)                                                         | |
| 27. srpna 1730   | 27,7 | biskupské svěcení                                    | titulární arcibiskup farsalský (Pharsalius)                                                         | hlavní světitel: František Ferdinand Khünburg, spolusvětitelé: Jan Adam Vratislav z Mitrovic, Daniel Josef Mayer z Mayernu |
| 8. října 1731    | 28,8 | zvolen                                               | biskup královéhradecký                                                                              | |
| 3. března 1732   | 29,2 | potvrzen                                             | biskup královéhradecký                                                                              | |
| 4. července 1733 | 30,5 | zvolen                                               | biskup litoměřický                                                                                  | |
| 1. října 1733    | 30,8 | potvrzen                                             | biskup litoměřický                                                                                  | |
| 7. prosince 1733 | 31,0 | instalace                                            | biskup litoměřický                                                                                  | |
| 20. června 1759  | 56,5 | zemřel                                               | biskup litoměřický                                                                                  | |

| datum             | věk  | událost           | status                                    | udělovatel svěcení |
| ----------------- | ---- | ----------------- | ----------------------------------------- | ------------------ |
| 17. července 1716 |      | narození          |                                           |                    |
| 17. ledna 1740    | 23,5 | jáhenské svěcení  | jáhen pražské arcidiecéze                 |                    |
| 17. prosince 1740 | 24,4 | kněžské svěcení   | kněz pražské arcidiecéze                  | Benedikt XIV.      |
| 23. května 1756   | 39,8 | zvolen            | pomocný biskup pražské arcidiecéze        |                    |
| 23. května 1756   | 39,8 | biskupské svěcení | titulární biskup v Amyclae (Amyclaeensis) |                    |
| 19. července 1759 | 43,0 | zvolen            | biskup litoměřický                        |                    |
| 28. ledna 1760    | 43,5 | potvrzen          | biskup litoměřický                        |                    |
| 19. ledna 1760    | 43,6 | instalován        | biskup litoměřický                        |                    |
| 7. prosince 1789  | 73,3 | zemřel            | biskup litoměřický                        |                    |

| datum                     | věk  | událost           | status                    | udělovatel svěcení                     |
| ------------------------- | ---- | ----------------- | ------------------------- | -------------------------------------- |
| 27. září 1740? Království |      | narození          |                           |                                        |
| 22. prosince 1764         | 24,2 | jáhenské svěcení  | jáhen pražské arcidiecéze |                                        |
| 3. března 1765            | 24,4 | kněžské svěcení   | kněz pražské arcidiecéze  |                                        |
| 4. února 1790             | 49,3 | zvolen            | biskup litoměřický        |                                        |
| 29. března 1790           | 49,5 | potvrzen          | biskup litoměřický        |                                        |
| 4. července 1790          | 49,7 | biskupské svěcení | biskup litoměřický        | hlavní světitel: Erasmus Diviš Krieger |
| 25. května 1801           | 60,6 | zemřel            | biskup litoměřický        |                                        |

| datum        | věk  | událost           | ustanovení                              | udělovatel svěcení                      |
| ------------ | ---- | ----------------- | --------------------------------------- | --------------------------------------- |
| 15. 11. 1749 |      | narození          |                                         |                                         |
| 25. 5. 1771  | 21,5 | jáhenské svěcení  | jáhen pražské arcidiecéze               |                                         |
| 19. 12. 1772 | 23,0 | kněžské svěcení   | kněz pražské arcidiecéze                |                                         |
| 1. 6. 1795   | 45,5 | jmenován          | pomocný biskup pražský                  |                                         |
| 1. 6. 1795   | 45,5 | jmenován          | titulární biskup: Cydonia (Agia, Canea) |                                         |
| 28. 9. 1795  | 45,8 | biskupské svěcení | titulární biskup: Cydonia (Agia, Canea) | světitel: Vilém Florentin ze Salm-Salmu |
| 15. 10. 1801 | 51,9 | zvolen            | biskup litoměřický                      |                                         |
| 29. 3. 1802  | 52,3 | potvrzen          | biskup litoměřický                      |                                         |
| 30. 6. 1802  | 52,6 | instalován        | biskup litoměřický                      |                                         |
| 30. 12. 1814 | 65,1 | zvolen            | arcibiskup pražský                      |                                         |
| 15. 3. 1815  | 65,3 | potvrzen          | arcibiskup pražský                      |                                         |
| 14. 5. 1815  | 65,4 | instalován        | arcibiskup pražský                      |                                         |
| 14. 6. 1830  | 80,5 | zemřel            | arcibiskup pražský                      |                                         |

| datum             | věk  | událost           | ustanovení                  | udělovatel svěcení                              |
| ----------------- | ---- | ----------------- | --------------------------- | ----------------------------------------------- |
| 6. listopadu 1747 |      | narození          |                             |                                                 |
| 25. května 1771   | 23,5 | jáhenské svěcení  |                             |                                                 |
| 21. září 1771     | 23,8 | kněžské svěcení   |                             |                                                 |
| 15. června 1815   | 67,6 | zvolen            | biskup litoměřický          |                                                 |
| 18. prosince 1815 | 68,1 | potvrzen          | biskup litoměřický          |                                                 |
| 18. února 1816    | 68,2 | biskupské svěcení | biskup litoměřický          | Václav Leopold Chlumčanský jako hlavní světitel |
| 18. prosince 1822 | 75,1 | emeritura         | biskup litoměřický          |                                                 |
| 27. prosince 1833 | 86,1 | zemřel            | emeritní biskup litoměřický |                                                 |

| datum             | věk  | událost           | ustanovení                 | udělovatel svěcení                                        |
| ----------------- | ---- | ----------------- | -------------------------- | --------------------------------------------------------- |
| 11. května 1777   |      | narození          |                            |                                                           |
| 24. srpna 1799    | 22,2 | jáhenské svěcení  | jáhen vídeňské arcidiecéze |                                                           |
| 9. března 1800    | 22,8 | kněžské svěcení   | kněz vídeňské arcidiecéze  |                                                           |
| 16. ledna 1823    | 45,6 | zvolen            | biskup litoměřický         |                                                           |
| 16. května 1823   | 46,0 | potvrzen          | biskup litoměřický         |                                                           |
| 13. července 1823 | 46,1 | biskupské svěcení | biskup litoměřický         | světitel: Matthias Paulus Steindl, asistoval: Jakub Frint |
| 27. prosince 1831 | 54,6 | zvolen            | arcibiskup vídeňský        |                                                           |
| 24. února 1832    | 54,7 | potvrzen          | arcibiskup vídeňský        |                                                           |
| 31. května 1832   | 55,0 | instalován        | arcibiskup vídeňský        |                                                           |
| 14. března 1853   | 75,8 | zemřel            | arcibiskup vídeňský        |                                                           |

| datum             | věk  | událost           | ustanovení         | udělovatel svěcení                                                           |
| ----------------- | ---- | ----------------- | ------------------ | ---------------------------------------------------------------------------- |
| 2. prosince 1786  |      | narození          |                    |                                                                              |
| 21. dubna 1810    | 23,3 | jáhenské svěcení  |                    |                                                                              |
| 23. dubna 1810    | 23,3 | kněžské svěcení   |                    |                                                                              |
| 31. prosince 1831 | 45,0 | zvolen            | biskup litoměřický |                                                                              |
| 2. července 1832  | 45,5 | potvrzen          | biskup litoměřický |                                                                              |
| 16. září 1832     | 45,7 | biskupské svěcení | biskup litoměřický | hlavní světitel: Alois Josef Krakovský z Kolovrat, spolusvětitel: Karel Hanl |
| 26. dubna 1865    | 78,3 | zemřel            | biskup litoměřický |                                                                              |

| datum          | věk  | událost                      | ustanovení         | udělovatel svěcení                                                                                                |
| -------------- | ---- | ---------------------------- | ------------------ | --- |
| 23. ledna 1802 |      | narození                     |                    | |
| 18. září 1827  | 25,6 | jáhenské svěcení             |                    | |
| 22. září 1827  | 25,6 | kněžské svěcení              |                    | |
| 16. září 1865  | 63,6 | zvolen                       | biskup litoměřický | |
| 8. ledna 1866  | 63,9 | potvrzen                     | biskup litoměřický | |
| 8. dubna 1866  | 64,2 | biskupské svěcení v Olomouci | biskup litoměřický | hlavní světitel: Bedřich z Fürstenberka, spolusvětitelé: Antonín Arnošt ze Schaffgotsche a Rudolf von Thyssebaert |
| 15. dubna 1866 | 64,2 | instalován                   | biskup litoměřický | |
| 10. září 1877  | 75,6 | zemřel                       | biskup litoměřický | |

| datum             | věk  | událost                   | ustanovení         | udělovatel svěcení                                                                                    |
| ----------------- | ---- | ------------------------- | ------------------ | --- |
| 9. října 1823     |      | narození                  |                    | |
| 26. července 1847 | 23,7 | kněžské svěcení           |                    | |
| 25. dubna 1879    | 55,5 | zvolen                    | biskup litoměřický | |
| 15. května 1879   | 55,5 | potvrzen                  | biskup litoměřický | |
| 8. června 1879    | 55,6 | biskupské svěcení v Praze | biskup litoměřický | hlavní světitel: Bedřich ze Schwarzenbergu, spolusvětitelé: Josef Jan Evangelista Hais a Karel Průcha |
| 28. října 1881    | 58,0 | zemřel                    | biskup litoměřický | |

| datum              | věk  | událost                   | ustanovení                                             | udělovatel svěcení                                                                                    |
| ------------------ | ---- | ------------------------- | ------------------------------------------------------ | --- |
| 12. února 1824     |      | narození                  |                                                        | |
| 12. července 1848  | 24,4 | jáhenské svěcení          | Rytířský řád křižovníků s červenou hvězdou             | |
| 16. července 1848  | 24,4 | kněžské svěcení           | Rytířský řád křižovníků s červenou hvězdou             | |
| 1879               | 54,8 | ustanoven                 | Velmistr Rytířského řádu křižovníků s červenou hvězdou | |
| 30. dubna 1882     | 58,2 | zvolen                    | biskup litoměřický                                     | |
| 3. července 1882   | 58,3 | potvrzen                  | biskup litoměřický                                     | |
| 6. srpna 1882      | 58,4 | biskupské svěcení v Praze | biskup litoměřický                                     | hlavní světitel: Bedřich ze Schwarzenbergu, spolusvětitelé: Karel Průcha a Josef Jan Evangelista Hais |
| 28. listopadu 1909 | 85,7 | zemřel                    | biskup litoměřický                                     | |

| datum            | věk  | událost           | ustanovení               | udělovatel svěcení                                                                     |
| ---------------- | ---- | ----------------- | ------------------------ | -------------------------------------------------------------------------------------- |
| 10. října 1866   |      | narození          |                          |                                                                                        |
| 4. července 1889 | 22,7 | kněžské svěcení   | kněz arcidiecéze pražské |                                                                                        |
| 18. dubna 1910   | 43,5 | zveřejnění        | biskup litoměřický       |                                                                                        |
| 22. května 1910  | 43,6 | biskupské svěcení | biskup litoměřický       | hlavní světitel: Lev Skrbenský z Hříště, spolusvětitelé: Josef Doubrava a Wenzel Frind |
| 21. ledna 1931   | 64,2 | zemřel            | biskup litoměřický       |                                                                                        |

| datum           | věk  | událost           | ustanovení                                              | udělovatel svěcení                                                            |
| --------------- | ---- | ----------------- | ------------------------------------------------------- | ----------------------------------------------------------------------------- |
| 2. února 1860   |      | narození          |                                                         |                                                                               |
| 11. května 1884 | 24,2 | kněžské svěcení   |                                                         |                                                                               |
| 3. ledna 1923   | 62,9 | zveřejnění        | světící biskup litoměřický a titulární biskup Cidyessus |                                                                               |
| 29. dubna 1923  | 63,2 | biskupské svěcení | titulární biskup Cidyessus                              | hlavní světitel: Clemente Micara, spolusvětitelé: Karel Kašpar a Wenzel Frind |
| 26. srpna 1929  | 69,5 | zemřel            | světící biskup litoměřický                              |                                                                               |

| datum              | věk  | událost              | ustanovení                    | udělovatel svěcení                                                           |
| ------------------ | ---- | -------------------- | ----------------------------- | ---------------------------------------------------------------------------- |
| 24. října 1877     |      | narození             |                               |                                                                              |
| 17. února 1901     | 23,3 | kněžské svěcení      |                               |                                                                              |
| 22. října 1931     | 53,9 | zveřejnění           | biskup litoměřický            |                                                                              |
| 22. listopadu 1931 | 54,0 | biskupské svěcení    | biskup litoměřický            | hlavní světitel: Karel Kašpar, spolusvětitelé: Antonín Podlaha a Jan Remiger |
| 10. března 1947    | 69,3 | zveřejnění rezignace | biskup litoměřický            |                                                                              |
| 10. března 1947    | 69,3 | zveřejnění           | titulání arcibiskup Samiensis |                                                                              |
| 12. září 1948      | 70,8 | zemřel               | emeritní biskup litoměřický   |                                                                              |

| datum              | věk  | událost                                      | ustanovení                                          | udělovatel svěcení                                                         |
| ------------------ | ---- | -------------------------------------------- | --------------------------------------------------- | -------------------------------------------------------------------------- |
| 26. března 1905    |      | narození                                     |                                                     |                                                                            |
| 29. června 1932    | 27,2 | kněžské svěcení                              | Salesiáni Dona Boska, Arcidiecéze turínská          |                                                                            |
| 27. září 1947      | 42,5 | zveřejněn                                    | biskup litoměřický                                  |                                                                            |
| 16. listopadu 1947 | 42,6 | biskupské svěcení, Praha, katedrála sv. Víta | biskup litoměřický                                  | hlavní světitel: Saverio Ritter, spolusvětitelé: Josef Beran a Mořic Pícha |
| 28. dubna 1969     | 64,0 | povýšen                                      | kardinál In pectore                                 |                                                                            |
| 5. března 1973     | 67,9 | zveřejněn                                    | kardinál                                            |                                                                            |
| 12. dubna 1973     | 68,0 | ustanoven                                    | kardinál-kněz v San Giovanni Bosco in Via Tuscolana |                                                                            |
| 6. dubna 1974      | 69,0 | zemřel                                       | biskup litoměřický                                  |                                                                            |

| datum             | věk  | událost           | ustanovení                  | udělovatel svěcení                                                                    |
| ----------------- | ---- | ----------------- | --------------------------- | ------------------------------------------------------------------------------------- |
| 8. listopadu 1926 |      | narození          |                             |                                                                                       |
| 23. dubna 1950    | 23,4 | kněžské svěcení   |                             |                                                                                       |
| 26. července 1989 | 62,7 | zveřejněn         | biskup litoměřický          |                                                                                       |
| 27. srpna 1989    | 62,8 | biskupské svěcení | biskup litoměřický          | hlavní světitel: František Tomášek, spolusvětitelé: Francesco Colasuonno a Jan Lebeda |
| 24. prosince 2003 | 77,1 | emeritura         | biskup litoměřický          |                                                                                       |
| 22. května 2010   | 83,5 | zemřel            | emeritní biskup litoměřický |                                                                                       |

| datum             | věk  | událost           | ustanovení                      | udělovatel svěcení                                                        |
| ----------------- | ---- | ----------------- | ------------------------------- | ------------------------------------------------------------------------- |
| 28. června 1953   |      | narození          |                                 |                                                                           |
| 26. června 1977   | 23,9 | kněžské svěcení   | kněz brněnské diecéze           | Josef Vrana                                                               |
| 24. prosince 2003 | 50,4 | zveřejnění        | biskup litoměřický              |                                                                           |
| 28. února 2004    | 50,6 | biskupské svěcení | biskup litoměřický              | hlavní světitel: Miloslav Vlk, spolusvětitelé: Jan Graubner a Josef Koukl |
| 26. ledna 2008    | 54,5 | zveřejnění        | pomocný biskup českobudějovický |                                                                           |
| 26. ledna 2008    | 54,5 | zveřejnění        | titulární biskup Ptujský        |                                                                           |

| datum              | věk  | událost           | ustanovení               | udělovatel svěcení                                                         |
| ------------------ | ---- | ----------------- | ------------------------ | -------------------------------------------------------------------------- |
| 8. října 1948      |      | narození          |                          |                                                                            |
| 23. června 1973    | 24,7 | kněžské svěcení   | kněz pražské arcidiecéze | František Tomášek                                                          |
| 4. října 2008      | 59,9 | zveřejnění        | biskup litoměřický       |                                                                            |
| 22. listopadu 2008 | 60,1 | biskupské svěcení | biskup litoměřický       | hlavní světitel: Miloslav Vlk, spolusvětitelé: Diego Causero a Jiří Paďour |

| datum              | věk  | událost           | ustanovení         | udělovatel svěcení                                                             |
| ------------------ | ---- | ----------------- | ------------------ | ------------------------------------------------------------------------------ |
| 16. listopadu 1971 |      | narození          |                    |                                                                                |
| 22. června 1996    | 24,6 | kněžské svěcení   | kněz na Svaté Hoře | Miloslav Vlk                                                                   |
| 23. prosince 2023  | 52,1 | zveřejnění        | biskup litoměřický |                                                                                |
| 2. března 2024     | 52,2 | biskupské svěcení | biskup litoměřický | hlavní světitel: Jan Graubner, spolusvětitelé: Jan Baxant a Gregor Maria Hanke |

## Biskupové pocházející z litoměřické diecéze
- Ignác Arnož (1885–1950)
- Franz Bernert (1811–1890)
- Josef Dittrich (1794–1853)
- Wenzel Frind (1843–1932)
- Jakub Frint (1766–1834)
- Anton Bernard Gürtler (1726–1791)
- Karel Hanl (1782–1875)
- Theodor Innitzer (1875–1955)
- Jan Ondřej Kayser z Kaysernu (1716-1776)
- Adolf Kindermann (1899–1974)
- František Kordač (1852–1934)
- Ignaz Bernhard Mauermann (1786–1841)
- Josef František Novák (1767–1844)
- Christoph Schönborn (* 1945)
- Hermann Zschokke (1838–1920)